# Litauen i olympiska sommarspelen 1928
Litauen deltog med 12 deltagare vid de olympiska sommarspelen 1928 i Amsterdam. Ingen av landets deltagare erövrade någon medalj.